# Gare d'Alcalà de Xivert
La gare d'Alcalà de Xivert est une gare ferroviaire espagnole de la ligne d'Almansa à Tarragone, elle est située sur le territoire de la commune d'Alcalà de Xivert, dans la comarque du Baix Maestrat.
Gare voyageurs de Media Distancia Renfe, elle est desservie par des trains de la Ligne 7 (Regional País Valencià).

## Situation ferroviaire
Établie à 152,5 mètres d'altitude, la gare d'Alcalà de Xivert est située au point kilométrique (PK) 119,1 de la ligne d'Almansa à Tarragone (voie large), dans sa section entre Valence et Tarragone.

## Histoire
Alcalà de Xivert est inaugurée le 12 mars 1865, lors de l'ouverture à l'exploitation de la section Benicasim-Ulldecona de la ligne qui devait unir Valence à Tarragone. Les travaux ont été à la charge de la Sociedad de los Ferrocarriles de Almansa a Valencia y Tarragona ou AVT qui préalablement et sous d'autres noms, avait réussi à unir Valence à Almansa. En 1889, la mort de José Campo Pérez principal animateur de la compagnie déboucha sur une fusion avec Norte.
En 1941, après la nationalisation des chemins de fer en Espagne, la gare a été gérée par la RENFE nouvellement créée.
Depuis le 31 décembre 2004, Renfe Operadora exploite la ligne tandis que Adif est la titulaire des installations ferroviaires.

## Service des voyageurs

### Desserte
Elle est desservie par des trains de la Ligne 7 (Regional País Valencià).